# Епископ костајнички Никанор
Никанор Димитријевић (умро 1728. године) је био српски православни епископ костајнички од 1716. до 1728. године, са архијерејском катедром у манастиру Комоговини.

## Епископ костајнички
Након смрти епископа Дионисија Угарковића (1716), карловачки митрополит Викентије Поповић је за новог костајничког епископа поставио Никанора Димитријевића, који је потврђен 2. августа исте године. У то време, Костајничка епархија је обухватала два одвојена подручја: Зринопоље, односно Банију на северу и Лику и Крбаву на југу. Као владика костајнички, Никанор Димитријевић је званично столовао у манастиру Комоговини, али је чешће боравио у Костајници као главном месту своје епархије. Учествовао је 1726. године у раду црквено-народног сабора на којем је извршено уједињење двају српских митрополија Београдске и Карловачке. Тестаментарно је завештао знатне новчане прилоге Српској патријаршији, светим местима у Јерусалину, манастиру Хиландару и другим православним манастирима, од Свете Горе, до Фрушке горе.